# Prusice (Repubblica Ceca)
Prusice è un comune della Repubblica Ceca facente parte del distretto di Praha-východ, in Boemia Centrale.